# Andrzej Ryszka
Andrzej Marian Ryszka (ur. 2 lutego 1959) – polski perkusista.
Polski perkusista, współpracował między innymi z zespołami Krzak, Young Power, Józef Skrzek Formation, Svora, Woo Boo Doo, Tie Break i Voo Voo oraz muzykami: Tomaszem Szukalskim, Tomaszem Stańką, Ryszardem Riedelem, Tadeuszem Nalepą, Martyną Jakubowicz.
Po okresie stanu wojennego wyemigrował do Kanady, gdzie koncertuje i współpracuje z muzykami amerykańskimi. Ma na swym koncie szereg wydanych na całym świecie płyt. Od lat jest uznawany za jednego z najlepszych polskich perkusistów. Mieszka w Calgary.

## Dyskografia

### Z WOO BOO DOO
- „Ja mam fijoła” / „Znowu nic”, singel (1985)

### Z Tie Break
- Tie Break, (1989)

### Z Voo Voo
- Koncert, (1987)
- Sno-powiązałka, (1987)
- Małe Wu Wu, (1988)
- Z środy na czwartek, (1989)
- Muzyka do filmu Seszele, (1990)
- Zespół gitar elektrycznych, (1991)

### Z Krzakiem
- Blues Rock Band, (1981)
- Paczka, (1983)
- Krzak’i, (1983)
- Ostatni koncert, (1987)
- No 5 Live, (1992)
- Blues Rock Band Live, (2000)
- Live in Waltrop, (2002)
- Radio Koncert, (2006)
- Pamięci Skiby Jarocin 1983, (2006)
- Live 1980-2007, (2007)

### Z Martyną Jakubowicz
- Maquillage, (1983)

### Z The Goodboys
- The Goodboys, (2010)